# Onda Cero (Perú)
Radio Onda Cero (o simplemente Onda Cero) es una radioemisora peruana 
propiedad del Grupo Panamericana de Radios, cuya programación consiste en música de géneros urbanos.
Su estación principal es OBZ-4C FM y se encuentra disponible en la frecuencia 98.1 MHz del área metropolitana de Lima. Transmite desde la ciudad de Lima para todo el Perú.

## Historia
Onda Cero inicio sus emisiones en septiembre de 2006 en reemplazo de la estación 1160 Radio Noticias. En sus inicios, su programación se basaba en canciones de pop, rock, pop rock, hip hop en inglés y español llegando a competir con Studio 92, emisora perteneciente al Grupo RPP.
Debido a la baja audiencia de la emisora, en junio del 2007, ingresa el reggaeton a su programación junto con los géneros que eran transmitidos, en agosto cambia radicalmente al formato urbano que años más adelante la haría conocida, con reggaetón y bachatas. En el 2008, ya que la cumbia peruana se pone de moda, la emisora opta por transmitirla todo el día.
En septiembre del 2010, la estación cambia nuevamente su programación a música urbana juvenil con reguetón, latin urban, bachatas y hip hop en inglés, con la que se mantiene hasta la actualidad.
Según CPI, en 2020, cuenta con 2.45 millones de escuchas a la semana.
En 31 de octubre de 2024, la señal repetidora de la AM de Radio Onda Cero dejó de emitir en su señal en los 1160 AM. Fue remplazada nuevamente por el regreso de Radio 1160, que anteriormente estuvo en 1956 a 2006. (tras 19 años fuera del aire de ausencia).
El 1 de febrero de 2025 Radio Onda Cero volvió al aire en los 1160 AM reemplazando nuevamente a Radio 1160, ahora emitiendo como en los 98.1 MHz en la FM y 1160 kHz en la AM, por segunda vez. Sin embargo, ese mismo día se anunció que Radio Onda Cero ocuparía la frecuencia 105.5 MHz en la FM. Sin embargo, el Grupo Panamericana de Radios manifestó que la frecuencia pertenecía a Radio Sistemas del Perú (dueña de la desaparecida Radio Fiesta) en los 105.5 MHz en la FM, el Grupo Panamericana de Radios le devolvió la frecuencia (los 105.5 FM) a Radio Sistemas del Perú y ahí ese dial se quedó sin señal hasta el 25 de junio del mismo año cuando Radio Sistemas del Perú transmitió una emisora sin nombre emitiendo música romántica en español y inglés en la frecuencia 105.5 FM.

## Eslóganes
- 2006-2007: Tu espacio, tu música
- 2007-2008: La rompe
- 2008-2009: ¡Mi radio cumbia!
- 2010-2011: ¡Con todo!
- 2011-presente: ¡Te activa!

## Cobertura

### Actuales
| Departamento       | Ciudad           | Emisoras          |
| ------------------ | ---------------- | ----------------- |
| Lima Metropolitana | Lima             | 98.1 FM / 1160 AM |
| Ancash             | Huaraz           | 90.9 FM           |
| Ancash             | Chimbote         | 94.1 FM           |
| Arequipa           | Arequipa         | 100.5 FM          |
| Arequipa           | Camaná           | 106.5 FM          |
| Arequipa           | Mollendo         | 98.5 FM           |
| Ayacucho           | Huamanga         | 102.5 FM          |
| Cajamarca          | Cajamarca        | 101.9 FM          |
| Cajamarca          | Jaén             | 88.3 FM           |
| Cusco              | Cusco            | 91.3 FM           |
| Huánuco            | Huánuco          | 91.9 FM           |
| Huánuco            | Tingo María      | 90.7 FM           |
| Ica                | Ica              | 102.1 FM          |
| Ica                | Nazca            | 92.7 FM           |
| Ica                | Pisco            | 101.3 FM          |
| Junín              | Huancayo         | 105.1 FM          |
| La Libertad        | Trujillo         | 88.5 FM           |
| Lambayeque         | Chiclayo         | 103.7 FM          |
| Lima Región        | Asia             | 101.7 FM          |
| Lima Región        | Cañete           | 91.5 FM           |
| Loreto             | Iquitos          | 107.1 FM          |
| Madre De Dios      | Puerto Maldonado | 89.3 FM           |
| Moquegua           | Moquegua         | 93.3 FM           |
| Moquegua           | Ilo              | 90.3 FM           |
| Piura              | Piura            | 88.7 FM           |
| Piura              | Sullana          | 92.5 FM           |
| Piura              | Talara           | 101.3 FM          |
| Puno               | Puno             | 101.5 FM          |
| Puno               | Juliaca          | 102.7 FM          |
| San Martín         | Moyobamba        | 107.7 FM          |
| Ucayali            | Pucallpa         | 92.3 FM           |